# مجلة السيد
ذا جينتلمانز ماغازين أو مجلة السيد (بالإنجليزية: The Gentleman's Magazine)‏ هي مجلة تأسست في لندن من قبل إدوارد كيف في يناير 1731. وهي تعتبر أول مجلة تصدر في العالم.
طور إدوارد كيف فكرة المطبوعة الدورية التي تغطي جميع المواضيع التي تهم عامة المثقفين بدءاً من التجارة وانتهاءً بالشعر، وحاول إقناع عدة مطابع ودور كتب في لندن بتبني فكرته. وعندما لم يبد أي أحد تحمساً للفكرة قام كيف بإصدار مجلة السيد عام 1731 وفي وقت قصير أصبح أكثر الدوريات شهرة في ذلك الوقت، كما جعلت من صاحبها ثرياً. حيث كان إدوارد كيف هو أول من استخدم كلمة "magazine" والتي هي كلمة من أصل عربي هو مخزن والتي كانت تستخدم في ذلك الوقت لوصف المخازن العسكرية التي تحوي المواد المتنوعة.
كرس إدوارد كيف كل طاقته في المجلة، وكان يغادر مكتبه نادرا وقام بجلب مساهمات العديد من الكتاب المميزين وأشهرهم صمويل جونسون، كما أن إدوارد كيف نفسه قام بالتحرير في مجلته تحت اسم الكتابة سيلفانوس أوربان Sylvanus Urban.

## الأعداد
- 1731-1735 مجلة السيد أو المخبر الشهري Monthly Intelligencer
- 1736 - 1833: مجلة السيد والسجل التاريخي Historical Chronicle
- 1834 - 1855 : سلسلة جديدة من مجلة السيد
- 1856 - 1868 سلسلة جديدة: مجلة السيد ومراجعة تاريخية
- 1869 - 1907 سلسلة جديدة: مجلة السيد

## وصلات خارجية
- صفحات مجلة السيد على الإنترنت من عام 1731 إلى 1750.